# چقا (فریدون‌شهر)
روستای چقا در غرب استان اصفهان قرار دارد. این روستا از توابع شهرستان فریدون‌شهر است و در بخش مرکزی این شهرستان واقع است. 

## مردم
مردم این روستا لرزبان و از ایل بختیاری می باشند.

## جمعیت
این روستا در دهستان برف انبار قرار دارد و براساس سرشماری مرکز آمار ایران در سال ۱۳۹۵، جمعیت آن ۹۷۱ نفر ( خانوار) بوده‌است.